# Robert Peary
Robert Edwin Peary (Cresson, Pensilvania, 6 de mayo de 1856 - 20 de febrero de 1920) fue un explorador estadounidense que alegó haber sido la primera persona en llegar al Polo Norte, el 6 de abril de 1909, una reivindicación que le supuso grandes honores y prestigio, pero que posteriormente le atrajo muchas críticas y controversias, y hoy se cuestiona ampliamente.
Para su expedición final al Polo Norte partió el 6 de julio de 1908 de la ciudad de Nueva York, junto con 23 hombres, y pasó el invierno cerca del cabo Sheridan, en la isla de Ellesmere. Desde allí partieron hacia el Polo Norte el 1 de marzo de 1909.
En el tramo final de la expedición, solo cinco de sus hombres quedaron junto a él: Matthew Henson, Oatah, Egingwah, Seegloo y Ookeah. En su diario de viaje, el día 7 de abril escribió (aunque sus notas fueron luego reescritas para la publicación) "¡¡¡Al fin el Polo!!! El premio de tres siglos, mi sueño y ambición durante 22 años. Mío al fin."
La afirmación de Peary de haber llegado al Polo Norte siempre ha sido puesta en duda, debido a ciertas razones:
- Nada más regresar del Ártico se enteró de que Frederick Cook también afirmaba haber llegado al polo el año anterior. Dado que la expedición de Cook casi seguramente fue un fraude y nunca alcanzó ningún lugar cercano al Polo, a Peary le fueron aplicadas desde el principio las mismas incógnitas y dudas debido a la falta de evidencia.
- El grupo que acompañó a Peary en la etapa final de la travesía no incluía a nadie que estuviera entrenado en navegación y pudiera confirmar independientemente su trabajo de orientación, lo cual parece bastante negligente. Las distancias y velocidades que Peary afirmó haber alcanzado con el último grupo de apoyo para regresar son tres veces más rápidas que lo que tardó en llegar.
- La cuenta de un itinerario ida y vuelta al polo por una ruta directa —la única forma en la que podría haber viajado a tal velocidad— es contradicha por los datos facilitados por Matthew Henson, que habló del desvío pronunciado que realizaron para evitar inconvenientes. En 1996 se hizo un análisis de los registros de Peary descubiertos en ese momento, e indican que estuvo a casi 20 millas náuticas (37 kilómetros) del polo.

Algunos historiadores creen que Peary realmente pensó que había llegado al polo. Otros han sugerido que es culpable de exagerar deliberadamente sus logros. También algunos han sugerido que cualquier indicio de que Peary no haya llegado al Polo debe ser el trabajo de conspiradores que estaban a favor de Cook, quien quería desacreditarlo. Probablemente la controversia nunca se pueda resolver.
Peary también fue el autor de varios libros, los más famosos son Northward over the Great Ice (1898) y Nearest the Pole (1907). La película Glory & Honor, de Kevin Hooks (2000), describe su viaje al Polo.
En su libro Ninety Degrees North, el historiador polar y escritor Fergus Fleming describe a Peary como «indudablemente el más impetuoso, posiblemente el más exitoso y probablemente el más antipático de los hombres en los anales de la exploración polar.

## Biografía

### Primeros años

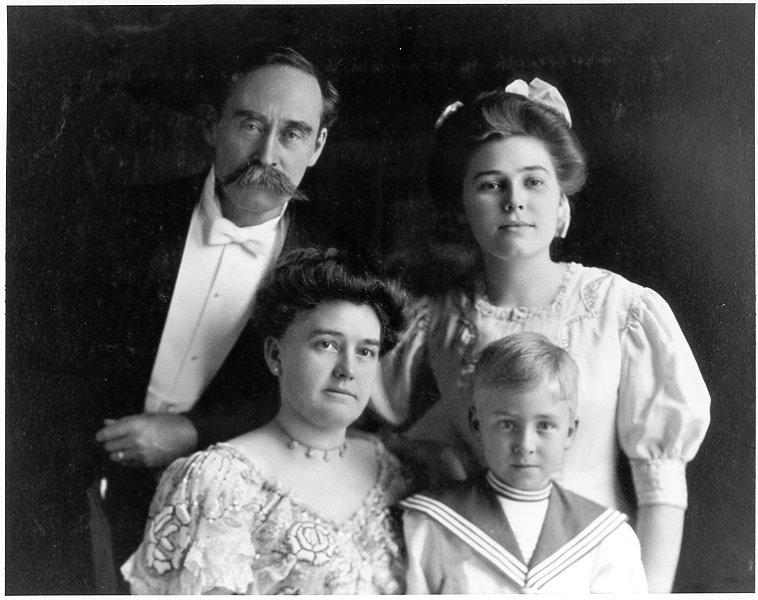
La familia Peary

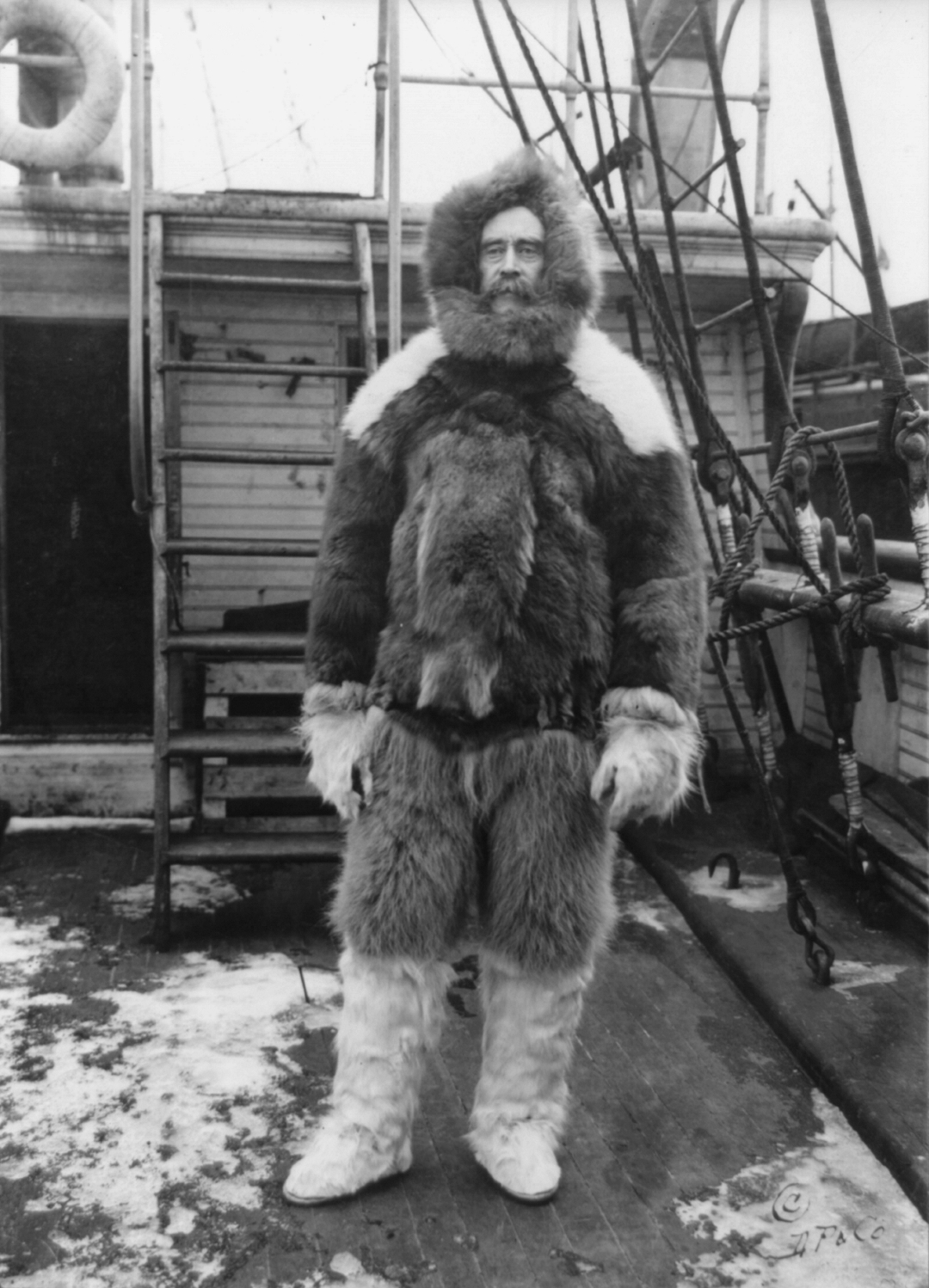
Robert Peary envuelto en pieles para una de sus expediciones por el ártico.

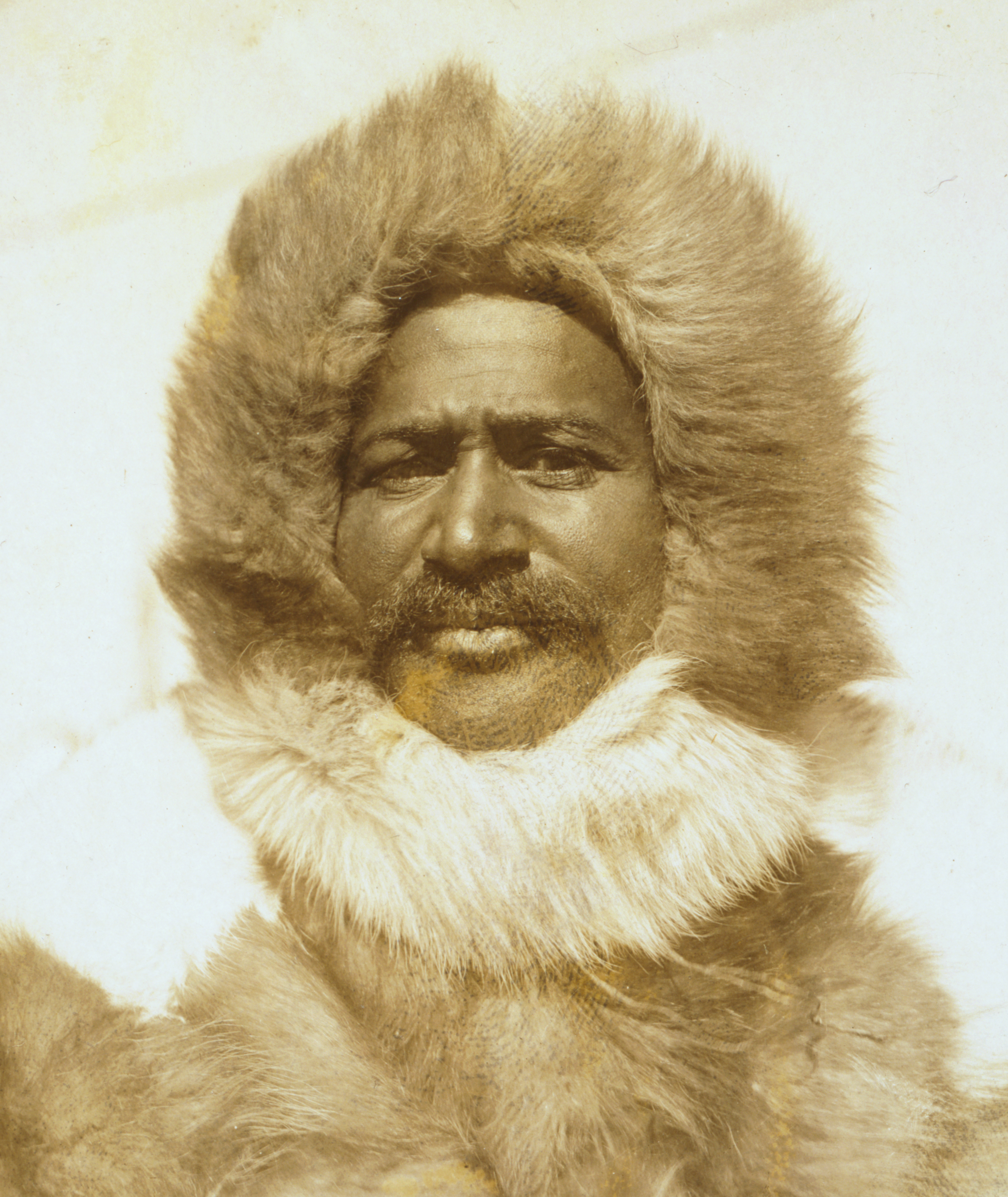
Matthew Henson, acompañante habitual de Peary.

Robert Peary nació en 1856 en Cresson, un pequeño municipio de Pensilvania situado a unos 120 km al este de Pittsburgh. Se trasladó a Maine, donde asistió a la Portland High School y luego se graduó en el Bowdoin College, donde fue miembro de la fraternidad Delta Kappa Epsilon. El 26 de octubre de 1881 ingresó como oficial del Cuerpo de Ingenieros Civiles de la Armada de los Estados Unidos. Se casó con Josephine Diebitsch, con quien tuvo dos hijos: Marie Robert Peary y Edwin Peary, Jr. Durante las expediciones árticas, tanto Peary como su compañero Matthew Henson tuvieron hijos con mujeres inuit, dos de los cuales atrajeron la atención del público gracias a S. Allen Counter, que los encontró en una expedición a Groenlandia.

### Primeras expediciones árticas

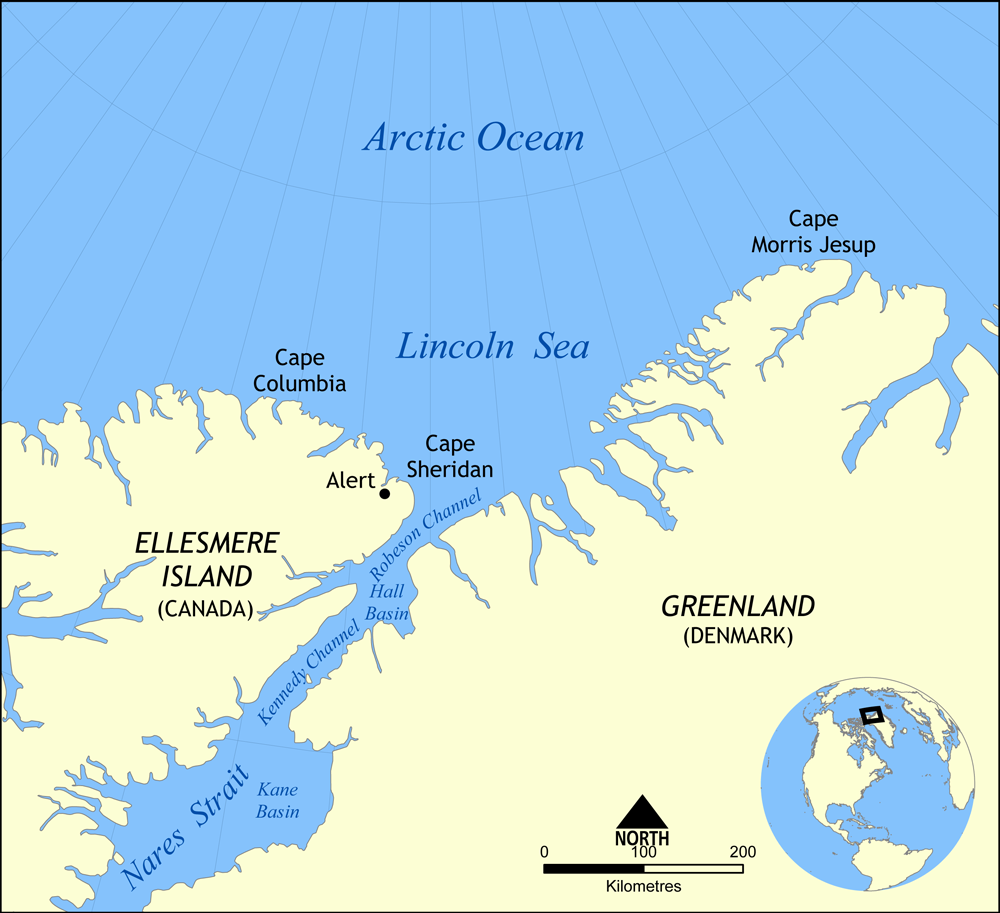
Localización del cabo Morris Jesup y del cabo Columbia, en el mar de Lincoln, dos de los puntos más al norte de la Tierra.

Peary hizo varias expediciones al Ártico, explorando Groenlandia con trineos de perros en 1886 y 1891, y regresando a la isla tres veces más en la década de 1890. Intentó dos veces cruzar el noroeste de Groenlandia sobre la capa de hielo, descubriendo el arrecife de la Marina (Navy Cliff).
A diferencia de la mayoría de exploradores anteriores, Peary estudió durante mucho tiempo las técnicas de supervivencia de los esquimales, el pueblo inuit de quienes aprendió a manejar los trineos tirados por perros, a cazar y pescar en condiciones extremas, a construir iglús y a vestirse con pieles, tal como hacían los nativos tanto para preservar el calor como para eliminar el peso extra de tiendas de campaña y sacos de dormir en las largas marchas. Pasó trece meses en 1891-92 entre los inuits, a la entrada del estrecho de Smith, acompañado ya por un servidor, Matthew Henson, de quien no se separaría ya en todas sus exploraciones del ártico. En su primera expedición con perros, en la primavera de 1892, se lanzó a explorar el inlandsis, la tierra interior de Groenlandia, partiendo de los acantilados de hielo de Bahía McCormick alcanzando el 27 de junio el fiordo Independencia, en la costa noroeste. Regresó el 5 de agosto tras setenta y seis días de campaña y unos 2 000 km sobre el hielo.
Esta expedición puso de manifiesto que Groenlandia no forma parte de un continente, sino que también era una isla. Las posteriores expediciones de Peary desde la isla de Ellesmere establecieron un credo en la conquista del Polo Norte, que se mantiene firme hasta el día de hoy: que el extremo norte de Ellesmere es un punto de partida preferible para las expediciones al Polo Norte (a pesar de su ubicación más al sur), que tomar la salida desde el cabo Morris Jesup, en Groenlandia.
Peary también fue pionero en el uso de un sistema, que él llamaba el «sistema Peary», que hacia un amplio uso de varios equipos de apoyo, que partían antes para avanzar en la ruta y facilitar el rápido progreso de los que venían detrás, y también del uso de escondites para el suministro de provisiones. Su esposa, Josephine, lo acompañó en varias de sus expediciones. Durante el transcurso de sus exploraciones, sufrió la amputación de 8 dedos de los pies.

### La fama de Peary
Sus expediciones de 1898-1902 fueron oscurecidas por un infundado intento de presentarse en 1899 como el primer descubridor visual de lo que él llamó «Tierra Jesup», una tierra localizada al oeste de la isla Ellesmere. En su alegación trataba de que ese avistamiento correspondía a tierras de la isla Axel Heiberg y que fue realizado antes de que la isla fuera descubierta por la expedición del explorador noruego Otto Sverdrup (1899-1902). Esa reclamación de Peary ahora es universalmente rechazada. Sin embargo, otros logros verdaderos y notables de esta expedición si fueron reconocidos y por ellos le fueron concedidas las medallas de oro de la Sociedad Geográfica de América («American Geographical Society») y de la Real Sociedad Geográfica de Londres («Royal Geographical Society of London»), que honraron su tenacidad, la cartografía de las nuevas tierras descubiertas y su descubrimiento, en 1900, del cabo Morris Jesup, en ese momento, el punto más al norte conocido, situado en la punta norte de Groenlandia. Peary también logró alcanzar en 1902 otro de los puntos situados más al norte del hemisferio occidental, el cabo Columbia (83°08′ N, 74°13′O), la punta norte de la isla de Ellesmere.

### La expedición de 1905-06

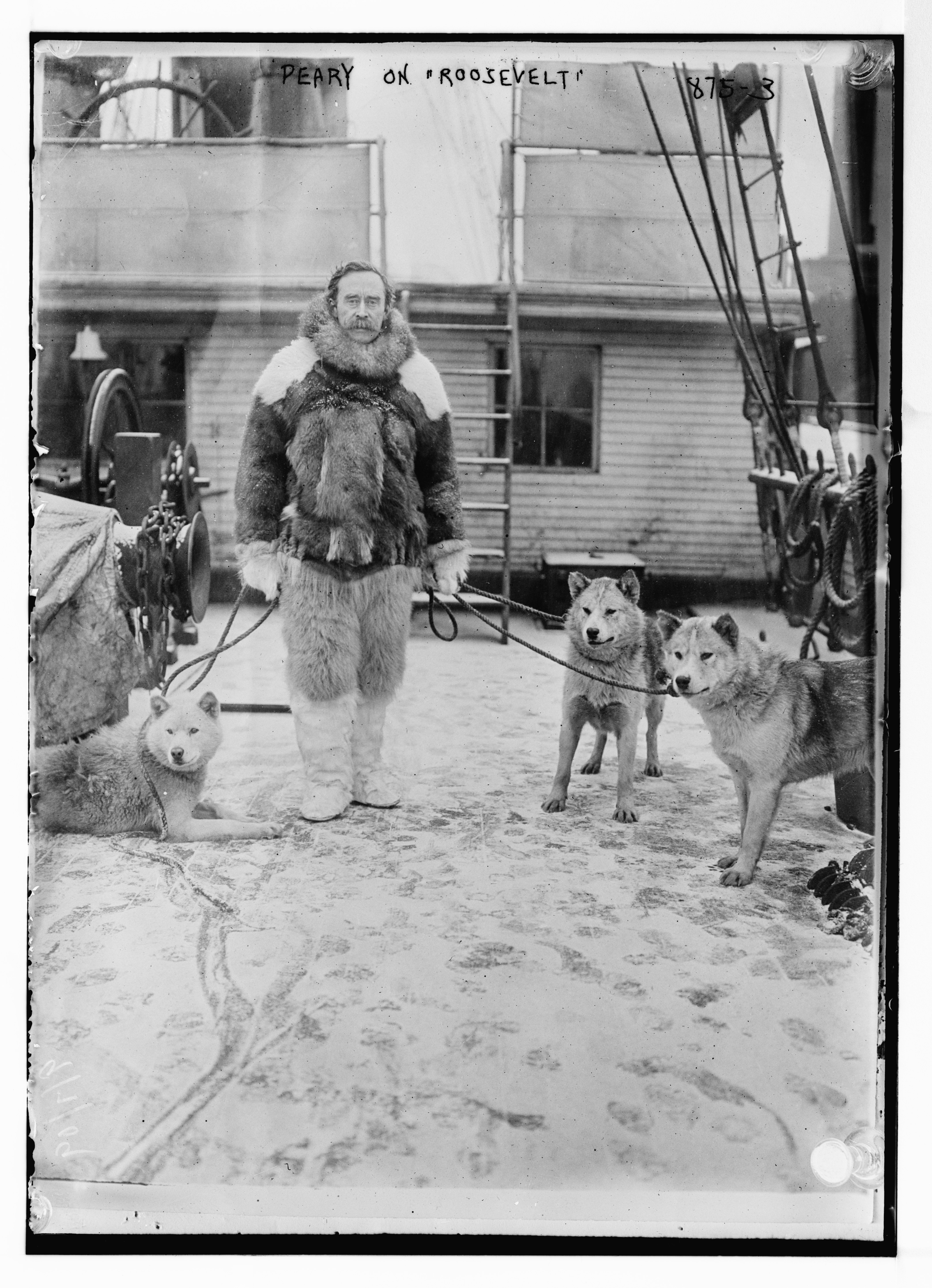
Peary con sus perros en la cubierta del "Roosevelt" (1907)

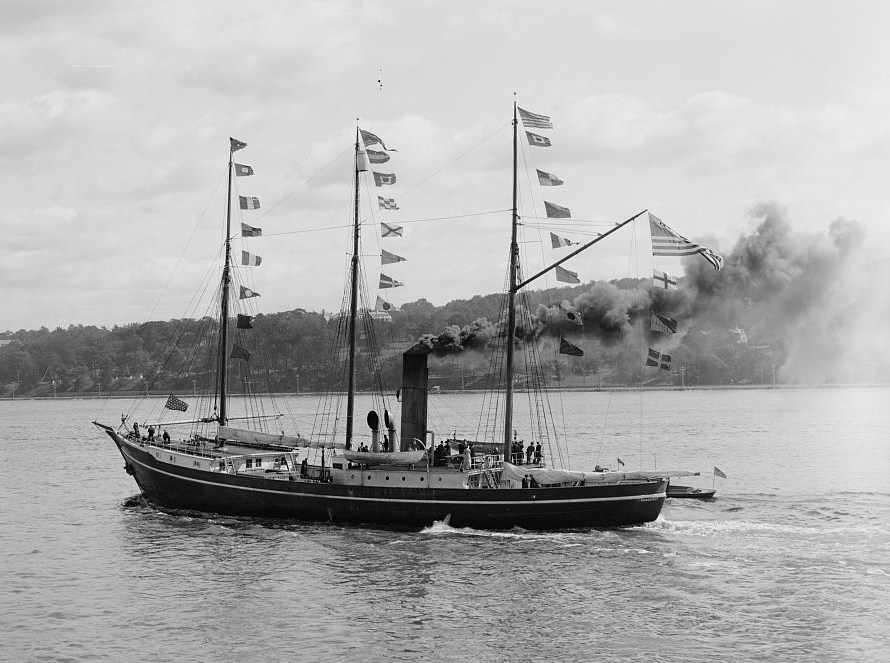
El Roosevelt, durante una celebración (1909)

La siguiente expedición de Peary fue sufragada por una donación de $50.000 de George Crocker. El nuevo buque de Peary, el Roosevelt, luchó por abrirse paso por el hielo entre Groenlandia e isla de Ellesmere, correspondiéndole el honor al navío americano de llegar en ese momento lo más al norte posible en barco. En 1906, con el «sistema Peary» de trineos de perros, inició la conquista del Polo Norte, cruzando a través de un mar agitado de hielo del océano Ártico, partiendo desde la punta norte de la isla Ellesmere, a 83° de latitud norte. La partida fue bien, recorriendo unas 10 millas al día hasta que una tormenta los separó, y Peary se vio inadvertidamente con un compañero sin la suficiente formación en navegación para verificar sus anotaciones desde ese punto hacia el norte. Con insuficientes alimentos y la franqueabilidad del hielo entre él y la tierra como un factor incierto, Peary se empleó en la tarea dando lo mejor de sí mismo y apenas logró escapar con vida entre el hielo fundido. El 20 de abril logró ir hasta los 86°30′ de latitud norte, pero afirmó que al día siguiente logró un nuevo récord mundial aún más al norte, a 87°6′, regresando a los 86°30′ sin haber acampado, lo que implica un viaje de al menos 72 millas náuticas (unos 157,4 km) en esa jornada sin pernoctar, y ello suponiendo que lograse viajar en línea recta, sin desviaciones significativas.
Después de regresar a la Roosevelt en mayo, Peary inició en junio un angustioso viaje de varias semanas dirigiéndose hacia el oeste a lo largo de la costa de Ellesmere, descubriendo cabo Colgate, desde cuya cima vio el 24 de junio de 1906, según alegó en su publicación de 1907, un lugar más al norte no descubierto anteriormente, la Tierra de Crocker («Crocker Land»), hacia el noroeste. Sin embargo su diario recoge en esas fechas y lugar que «No hay tierra a la vista» («No land visible») y Donald MacMillan y Fitzhugh Green comprobaron en 1914 que la Tierra de Crocker no existía. El 15 de diciembre de 1906, la National Geographic Society, que ya era conocida principalmente por la publicación de una revista muy popular, certificó la expedición de Peary de 1905-06, concediéndole su más alto honor, la Medalla de Oro Hubbard; ninguna otra sociedad geográfica importante siguió su ejemplo.

### La última expedición de 1908-09

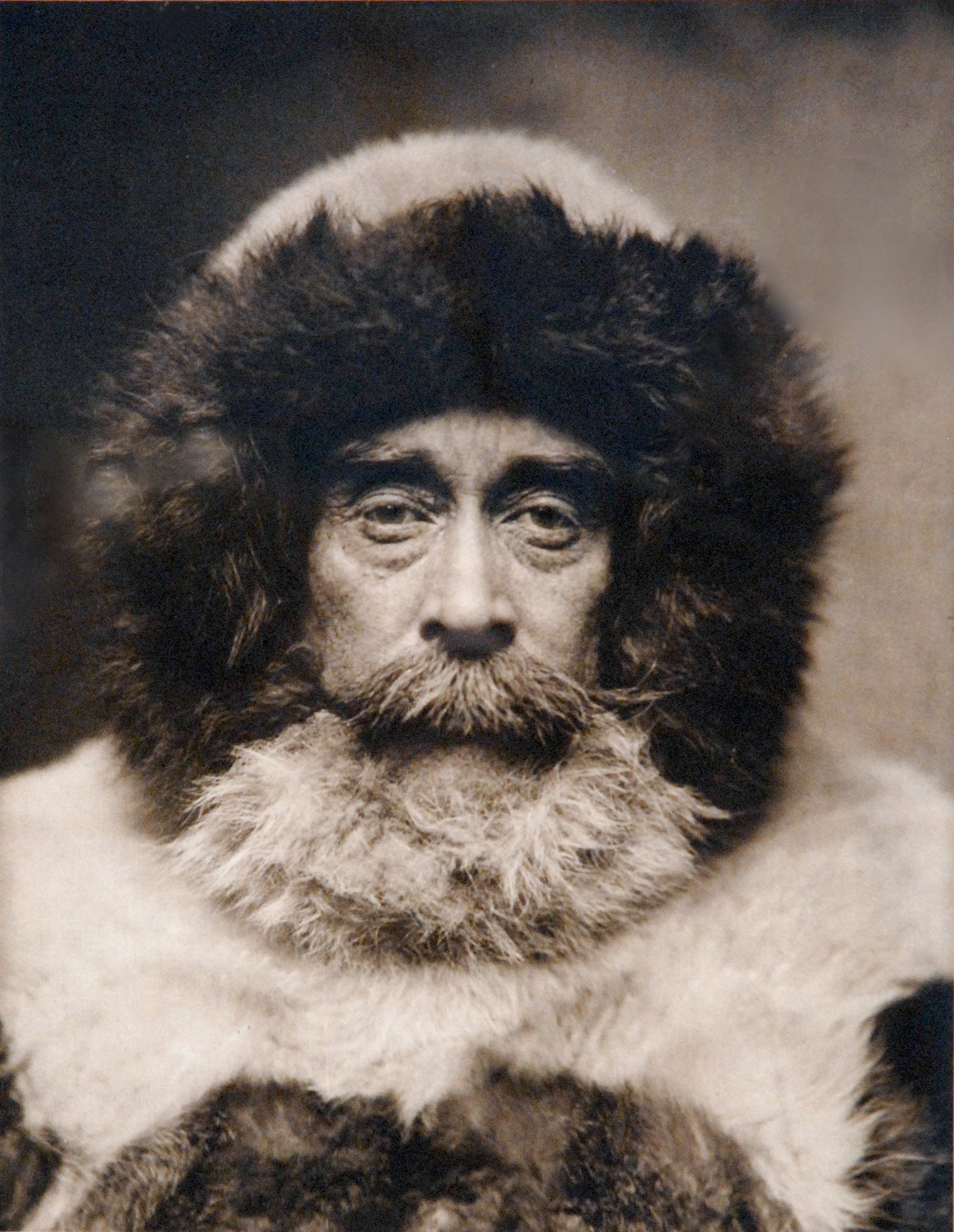
Peary a su vuelta del Polo Norte (1909)

Para su asalto final al polo, se embarcó con 23 hombres en Nueva York a bordo del Roosevelt bajo el mando del capitán Robert Bartlett el 6 de julio de 1908. Invernaron cerca del cabo Sheridan en isla de Ellesmere, desde donde partió hacia el polo el 28 de febrero-1 de marzo de 1909. El último equipo de apoyo volvió de "Bartlett Camp" el 1 de abril de 1909, desde una latitud no superior a 87°45′ N. (La cifra atribuida normalmente, 87°47′ N, se basa en el ligero fallo de cálculo de Bartlett de la distancia de una línea Sumner desde el Polo). En la última etapa del viaje hacia el Polo Norte solo cinco de los hombres de Peary le acompañaron: Matthew Henson, Ootah, Egigingwah, Seegloo y Ooqueah. El 6 de abril establecieron "Camp Jesup", al parecer a menos de cinco millas del polo. En su anotación en el diario de 7 de abril (en realidad escrita mucho más tarde, cuando preparaba sus diarios para su publicación), Peary escribió: «¡¡¡El Polo al fin!!! El premio de 3 siglos, mi sueño y ambición durante 23 años. Mío al fin.».

### Honores y legado

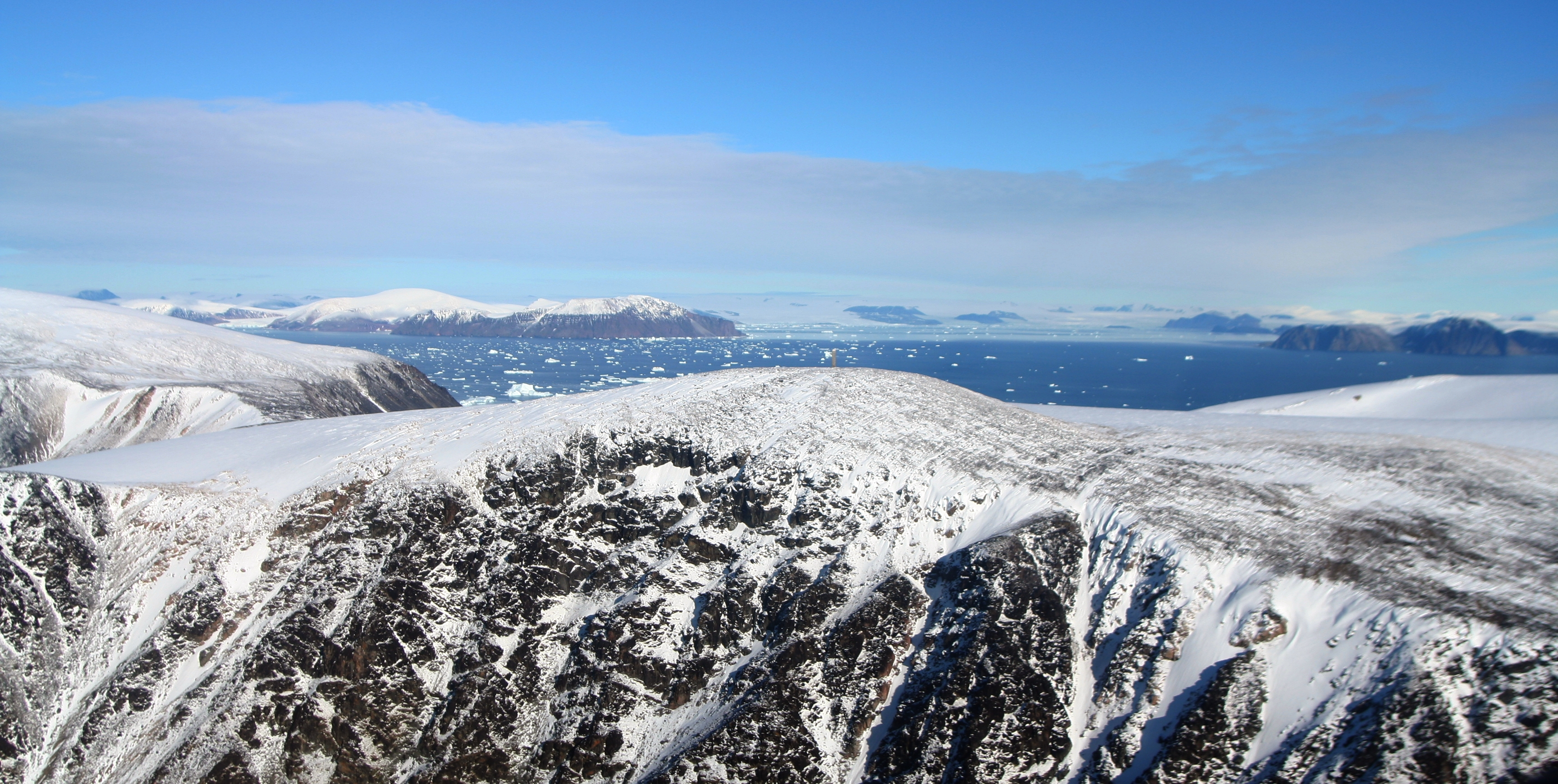
El monumento a la memoria de Robert Peary en Cabo de York, Groenlandia

Los partidarios de Peary se opusieron pronto a la intención de algunos congresistas de que su reclamación del polo fuera evaluada por exploradores. Finalmente, el Congreso le reconoció como "attainer" del polo (no «descubridor» ("discoverer") en deferencia a los simpatizantes de la reclamación de Frederick Cook de haber alcanzado el Polo Norte en 1908) y Peary obtuvo una pensión de Contralmirante y el agradecimiento del Congreso, por una ley especial del 30 de marzo de 1911. En ese mismo año, se retiró a la Eagle Island, situada en la costa de Maine, a la ciudad de Freeport. (Su casa es ahora un Sitio Histórico del Estado de Maine.) El Ingeniero Civil Peary recibió honores de numerosas sociedades científicas de Europa y América por sus exploraciones y descubrimientos en el Ártico. Murió en Washington D. C. el 20 de febrero de 1920 y fue enterrado en el Cementerio Nacional de Arlington. Matthew Henson fue reenterrado cerca del 6 de abril de 1988.
Varios barcos fueron nombrados en su honor, como el buque de la clase Liberty SS Robert E. Peary, el destructor USS Peary (DD-226), el carguero USNS Robert E. Peary (T-AKE-5) y la fragata de la clase Knox, USS Robert E. Peary (FF-1073). El Museo del Ártico Peary-MacMillan del Bowdoin College, lleva su nombre y el del también explorador del Ártico, Donald B. MacMillan.
Peary fue autor de varios libros, siendo los más conocidos, Northward sobre el Gran hielo («Northward over the Great Ice», 1898) y El Polo Norte («The North Pole», 1910). La película Gloria y honor («Glory & Honor», 2000) de Kevin Hooks, dramatiza efectivamente su infernal viaje de 1909 a las cercanías del Polo. Incluso el explorador A. Greely, que como la mayoría de exploradores llegó (después de la aceptación inicial) a poner en duda el que Peary hubiese llegado a los 90°, señala correctamente que (a diferencia de Cook) Peary arriesgó valientemente su vida viajando cientos de millas desde tierra y que llegó a las regiones adyacentes al polo.
En su libro Noventa Grados Norte (Ninety Degrees North), el historiador polar y escritor Fergus Fleming describe a Peary como «indudablemente, el más impulsivo, posiblemente el más exitoso y probablemente el más desagradable hombre en los anales de la exploración polar». También fue uno de los más inteligentes, audaces, y capaces. Su habilidad con los instrumentos y las matemáticas de la navegación, aseguran que todos sus descubrimientos de exploración son genuinos sin duda, por los registros de observaciones celestes en relación con la determinación de la variación magnética y la determinación de la longitud mediante cálculos de trigonometría esférica utilizando logaritmos.
En 1964, la Unión Astronómica Internacional acordó nombrar en su memoria el cráter lunar Peary, dándose la circunstancia de que está situado prácticamente sobre el polo norte lunar.

### Descendientes inuit
Algunos críticos modernos de Peary se centran en su tratamiento de los inuit, incluyendo el caso de Minik Wallace, un niño inuit que fue llevado a los Estados Unidos de América desde Groenlandia, junto con otros cinco inuit en 1897. La mayoría de ellos murieron y Wallace tuvo considerables dificultades para regresar a su casa. Otras críticas implican su robo de varios meteoritos enormes de la misma tribu de los inuit. Supuestamente eran la única fuente local de hierro, y fueron vendidos por Peary por $50.000.
Peary y Henson engendraron dos hijos con mujeres inuit fuera del matrimonio. Esto fue planteado por Cook y sus seguidores en vida de Peary. Peary parece haber comenzado su relación con una niña inuit "Ally" cuando tenía 14 años de edad. Por otra parte, el principal garante financiero de Peary fue el filántropo de Nueva York Morris Ketchum Jesup, una fuerza importante en la fundación de la Sociedad de Nueva York Anthony Comstock para la Supresión del Vicio (New York Society for the Suppression of Vice). Muchos de los exploradores conocían los hechos, pero no querían admitirlo públicamente para no poner en peligro su respaldo financiero por el escándalo de las sociedades geográficas; o sus propias relaciones con los inuit.
En los años 1960 la verdad fue ampliamente reconocida y Kali, el hijo de Peary, atrajo la atención del público estadounidense gracias a S. Allen Counter, que lo encontró en una expedición a Groenlandia. El "descubrimiento" de este niño y su reunión con sus familiares en América fueron documentados en un libro y documental titulado El legado del Polo Norte: negro, blanco y esquimal («North Pole Legacy: Black, White and Eskimo»).

## Controversia

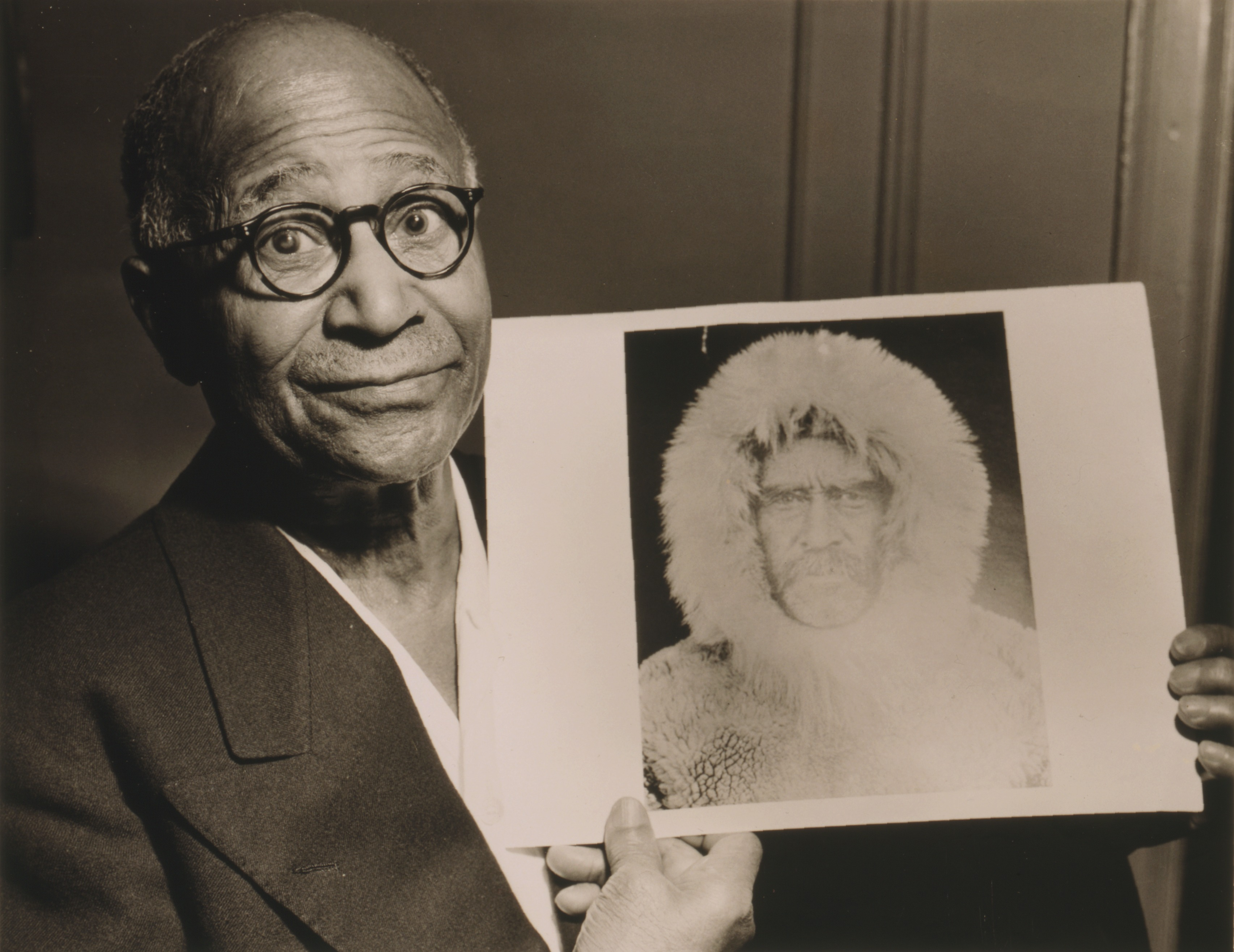
Matthew Henson portando fotografía de Robert Peary

La reclamación de Peary de haber llegado al Polo Norte ha sido puesta en duda por una serie de razones.

### Validación por parte de una comisión no neutral
Poco después de volver del Ártico, Peary se enteró de que Frederick Cook decía haber llegado al polo el año anterior. Las reclamaciones de Cook fueron desechadas rápidamente después de que presentó a la comunidad científica los registros de la expedición de 1908 al Polo Norte, que eran evidentes fraudes. La pretensión de Cook también fue recibida con escepticismo ya que su anterior reclamación de ser el primero en escalar el Monte McKinley en 1906 había resultado ser también un engaño.
Pocas semanas antes de que la pretensión de Cook de haber conquistado el Polo fuese rechazada por una comisión danesa de exploradores y expertos en navegación, Peary (que no cometió el error de Cook de recurrir a árbitros internacionales o a exploradores) vio certificada su reclamación por parte de la National Geographic Society cuyo jefe Gilbert Grosvenor había persuadido a la Academia Nacional de Ciencias para que se involucrase en el caso. A pesar de disensiones internas en el consejo (que solo se conocieron a partir de la década de 1970) la Royal Geographical Society de Londres concedió a Peary su medalla de oro en 1910. Ni la American Geographical Society ni ninguna de las sociedades geográficas del semi-Ártico (Escandinavia) ha reconocido su conquista del Polo Norte.

### Omisiones en navegación
El equipo que acompañó a Peary en la etapa final del viaje no incluía a nadie formado en navegación que pudiera confirmar independientemente sus propios datos de orientación, una cuestión agravada por la omisión de Peary de registros de datos observados de rumbo, ya sea de dirección ("variación") de la brújula, ya sea de su posición longitudinal en cualquier momento, o de la determinación final de la posición del polo después de "Camp Bartlett", tanto latitudinal como longitudinalmente.

### Velocidades inconsistentes
Las últimas cinco marchas cuando Peary fue acompañado por un navegante (el capitán Bob Bartlett) arrojaron un promedio de no más de 13 millas por marcha hacia el Norte. Pero una vez que el último equipo de apoyo se volvió atrás en "Camp Bartlett" - desde donde se ordenó a Bartlett regresar hacia el sur-, a por lo menos 135 millas náuticas (155 millas) del polo, las velocidades nominales de Peary se doblaron inmediatamente para las cinco marchas hasta el "Camp Jesup" y, a continuación, se cuadruplicaron durante los dos días y medio de regreso al "Camp Bartlett" — momento en que su velocidad se redujo drásticamente en comparación con el ritmo anterior. El relato de Peary acerca de un trayecto al polo de ida y vuelta en línea recta — que habría ayudado a su pretensión de tales velocidades — se contradice con el relato de su compañero Henson, que describe tortuosos desvíos para evitar la "crestas de presión" (los afilados bordes de los témpanos de hielo, a veces de varios de metros de altura) y "canales" (aguas abiertas entre esos témpanos). Los relatos contradictorios e inverificables de Cook y Peary llevaron a Roald Amundsen a tomar amplias precauciones en la navegación durante su expedición antártica, de manera que no cupiese lugar a dudas con respecto a su llegada al Polo Sur en 1911, que (como la de Robert Scott pocas semanas más tarde, en 1912) se apoyó en el uso del sextante, el teodolito, y observaciones con brújula de varios otros navegantes. Véase Polheim.
Algunos historiadores polares creen que Peary honestamente pensó que había llegado al Polo. Otros han sugerido que era culpable al exagerar deliberadamente sus logros. Esta última clase de escépticos son asistidos por el hecho de que en el momento de la supuesta victoria, Peary había dejado de escribir en su diario hasta el regreso a Camp Bartlett, y había cesado de hablar con Henson. Otros han sugerido que cualquier indicio de que Peary no llegara al polo debe ser el trabajo de los conspiradores en favor de Cook, que simplemente desacreditaron a Peary, aunque ningún explorador o científico actual que sea escéptico con la reivindicación de Peary cree en la de Cook.

### Defensas en curso y el fin del tiempo
El diario que Peary escribió en su expedición de 1909, ignorado por los historiadores debido a que nunca había estado accesible desde entonces, fue finalmente puesto a disposición del público en 1986. El historiador Larry Schweikart lo examinó para un artículo en la revista "The Historian" y concluyó que el diario era consistente en su totalidad (no encontró evidencia de alteraciones post-expedición), que había manchas de carne seca y otras sustancias en todas las páginas y que todas las pruebas apuntaban a que las observaciones de Peary fueron hechas en los puntos que se afirmaban en el diario. Además, en un artículo previo, Schweikart había comparado los informes y experiencias del explorador japonés Naomi Uemura (que alcanzó en solitario el Polo Norte en 1978) con los de Peary y los encontró completamente consistentes.
En 1989, la National Geographic Society (un importante patrocinador de las expediciones de Peary) llegó a la conclusión, basándose en las sombras en las fotografías y la profundidad del océano tomadas por Peary, que estaba a no más de ocho kilómetros de distancia del Polo. Pero dado que la cámara original de Peary no ha sobrevivido (un modelo de 1908, la #4 Folding Pocket Kodak), y que las fotografías fueron hechas con al menos seis lentes diferentes de distintos fabricantes, la longitud focal de la lente —y, por tanto, las sombras en que se basa el análisis— deben ser consideradas inciertas en el mejor de los casos. La National Geographic Society nunca ha facilitado las fotos de Peary para realizar un análisis independiente. La reacción de los científicos especialistas al análisis fotogramétrico en dos dimensiones de la National Geographic no ha sido precisamente entusiasta.
El último intento por parte de los defensores de Peary de confirmar con pruebas su reclamación de haber alcanzado el Polo ocurrió en 2005, cuando el explorador británico Tom Avery y cuatro compañeros recrearon la última etapa de Peary, con réplicas de los trineos de madera y equipos de perros esquimales canadienses, alcanzando el Polo Norte en 36 días, 22 horas —casi cinco horas más rápido que Peary. Avery escribe en su página web que «la admiración y el respeto que siento por Robert Peary, Matthew Henson y los cuatro inuit que se aventuraron en el Norte en 1909, ha crecido enormemente desde que partí del cabo Columbia. Habiendo ya visto con mis propios ojos cómo viajó a través de la banquisa ártica, estoy más convencido que nunca de que Peary, efectivamente, descubrió el Polo Norte». Pero el análisis de las velocidades reales alcanzadas por Avery despierta aún más dudas acerca de la reclamación de Peary en lugar de confirmarla. Mientras Peary dijo haber recorrido 135 millas náuticas en sus últimas cinco marchas, Avery logró solo 71 en sus últimas cinco, apenas la mitad. De hecho, Avery no superó nunca 90 millas náuticas en ningún período de cinco días. Avery logró igualar la marca de Peary de 37 días solamente porque el avance de Peary fue detenido durante cinco días por un ancho canal de aguas abiertas. Pero Peary contó con la ventaja de que su equipo constaba de 133 perros y 25 hombres, lo que le permitió mantener a su "equipo polar" descansado para su asalto final al Polo. Además su equipo tenía mucha más experiencia en el antiguo arte de conducir trineos tirados por perros. Avery y su equipo se fueron por vía aérea del polo en lugar de volver en trineo - debido a que el calentamiento global está adelantando el deshielo primaveral cada vez más, haciendo el viaje de vuelta muy peligroso -, una circunstancia que habría permitido a su equipo llevar mucho menos peso en alimentos y suministros que de otro modo habrían sido necesarios, y mucho menos del que Peary llevó. Sin embargo, Avery y su equipo siempre afirmaron que el peso de sus trineos replicaba exactamente el de la expedición de Peary.
Algunos partidarios de Peary y Henson han afirmado que los sondeos de profundidad que hicieron en el viaje de ida coinciden con muestras recientes y que ello confirma que alcanzaron el polo. Sin embargo, solo los primeros sondeos de Peary, tomados cerca de la costa, realmente tocaron fondo, por lo que su utilidad es muy limitada.
En los últimos años, el relato de Peary ha suscitado nuevas críticas y reacciones de escepticismo (Berton, 2001; Henderson, 2005).
Tras el temprano descrédito de la reclamación de Cook entre científicos y exploradores, durante un siglo los partidarios de Peary han caricaturizado a los pocos creyentes en Cook como seguidores de un culto cuasi-religioso, citando una sabia previsión de 1909 que rezaba: «Habrá un partidario de Cook hasta el fin del tiempo» ("There will be a Cook party to the end of time"). Lo mismo podría aplicarse a los partidarios y detractores de Peary.